# Coelorinchus maculatus
Coelorinchus maculatus är en fiskart som beskrevs av Gilbert och Hubbs 1920. Coelorinchus maculatus ingår i släktet Coelorinchus och familjen skolästfiskar. Inga underarter finns listade i Catalogue of Life.